# اندیس چم سرخ
چم سرخ یک اندیس غیرفلزی است که در حوالی شهر دال پری استان ایلام قرار دارد و مادهٔ معدنی موجود در آن، نمک است.  